# 103丁目駅 (IRTブロードウェイ-7番街線)
103丁目駅（103ちょうめえき、英語: 103rd Street）は、ニューヨーク市地下鉄IRTブロードウェイ-7番街線の駅である。マンハッタン区アッパー・ウェスト・サイドのブロードウェイと西103丁目の交差点に位置し、1系統が終日停車する。

## 歴史
駅は1904年10月27日、マンハッタン本線（現在のIRTレキシントン・アベニュー線とIRTブロードウェイ-7番街線）のシティ・ホール駅 - 145丁目駅間が開通した際に開業した。
1948年4月6日、当駅 - ダイクマン・ストリート駅間の各駅でホーム有効長の延長が行われた。以前は6両編成までの入線に対応していたが、延長工事により10両編成の列車の入線に対応できるようになった。ただし、125丁目駅のみ2ヶ月後の1948年6月11日に延長が行われている。

## 駅構造
| G          | 地上階                     | 出入口                                                                             |
| M          | 改札階                     | 改札口、駅員詰所、メトロカード自動券売機                                           |
| P ホーム階 | 相対式ホーム、右側扉が開く | 相対式ホーム、右側扉が開く                                                         |
| P ホーム階 | 北行緩行線                 | ← ヴァン・コートランド・パーク-242丁目駅行き（カテドラル・パークウェイ-110丁目駅） |
| P ホーム階 | 混雑方向急行線             | → 定期列車なし                                                                     |
| P ホーム階 | 南行緩行線                 | → サウス・フェリー駅行き（96丁目駅） →                                             |
| P ホーム階 | 相対式ホーム、右側扉が開く |                                                                                    |

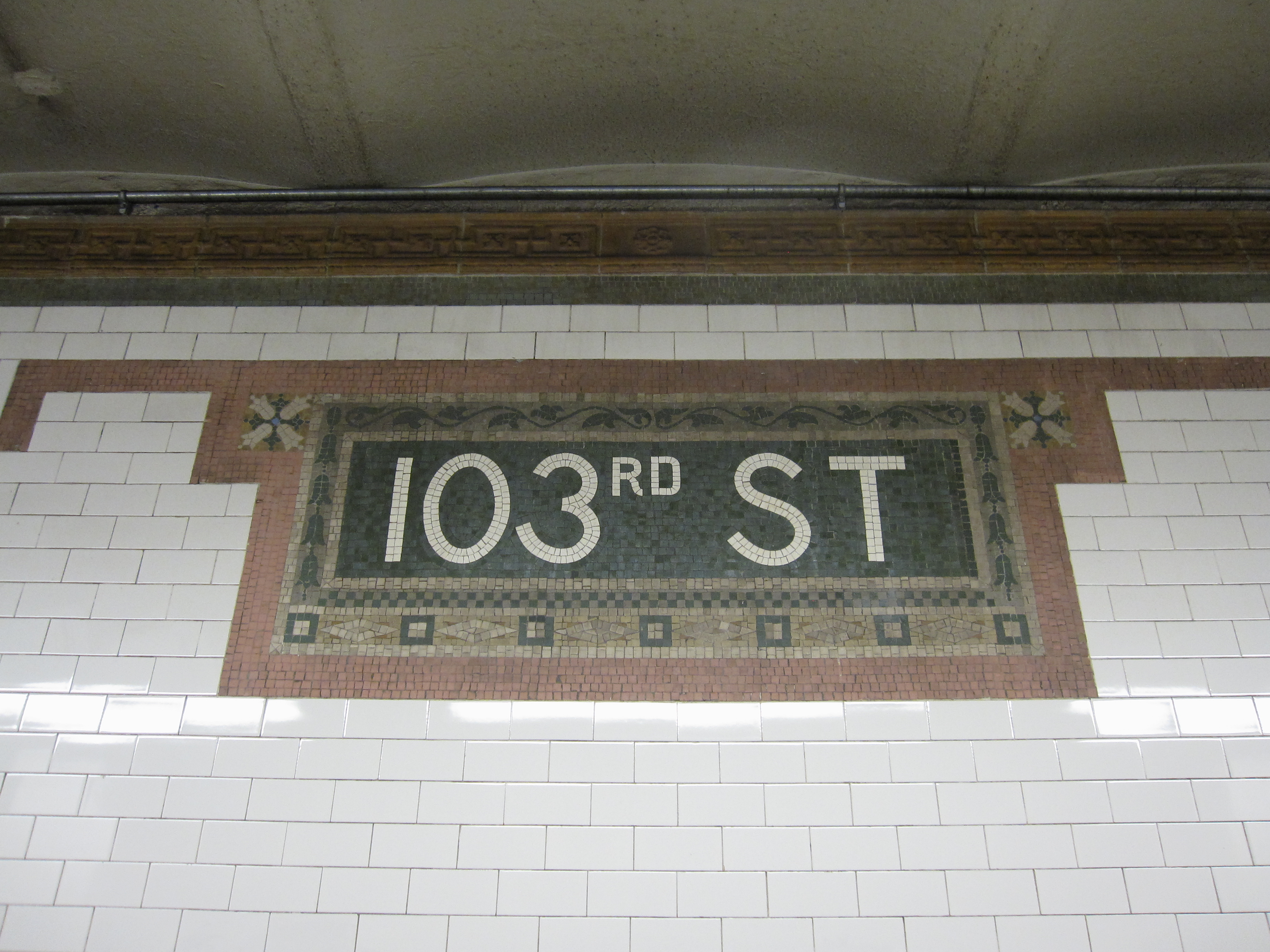
モザイクを用いた駅名標

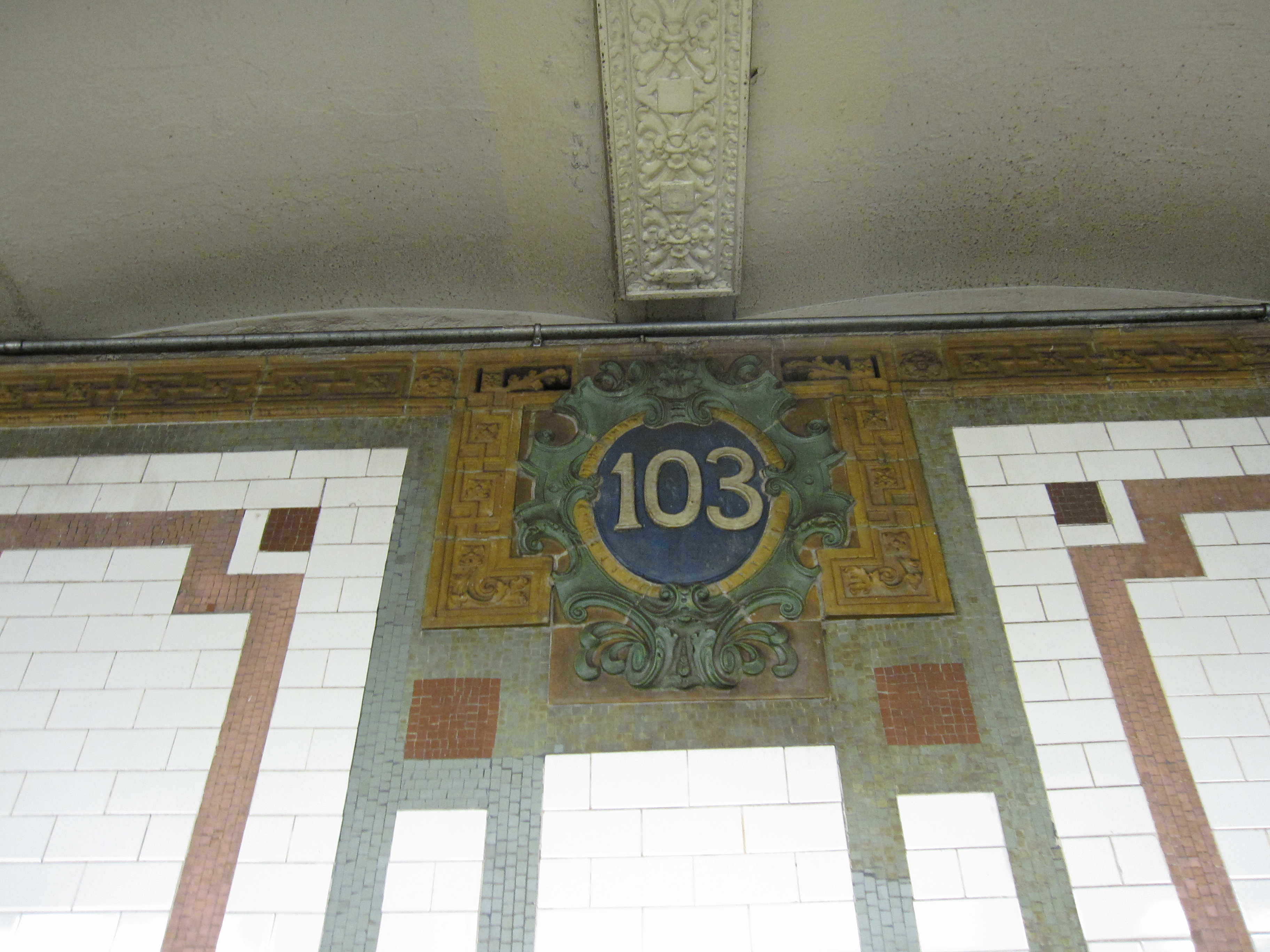
"103"と描かれたカルトゥーシュ

駅は相対式ホーム2面と緩行線2線・急行線1線を有した2面3線の地下駅で、中央の急行線を運行する定期列車は設定されていない。また、96丁目駅 - ヴァン・コートラント・パーク-242丁目駅間では南行緩行線がBB1線、急行線がM線、北行緩行線がBB4線と社内で呼称されている。なお、この呼称は旅客案内では用いられていない。
当駅はブロードウェイ-7番街線内最南端の3線の駅で、当駅南側西100丁目付近で急行線は南北緩行線に合流し終了する。更に南側で西101丁目付近でブロードウェイ-7番街線の下層に合流していたレノックス・アベニュー線からの2線がブロードウェイ-7番街線と同じ階層へ上がって7番街線南北急行線となり96丁目駅に入る。また、当駅北行ホーム中央にはレノックス・アベニュー線からの緊急脱出通路が接続している。

## 外部リンク

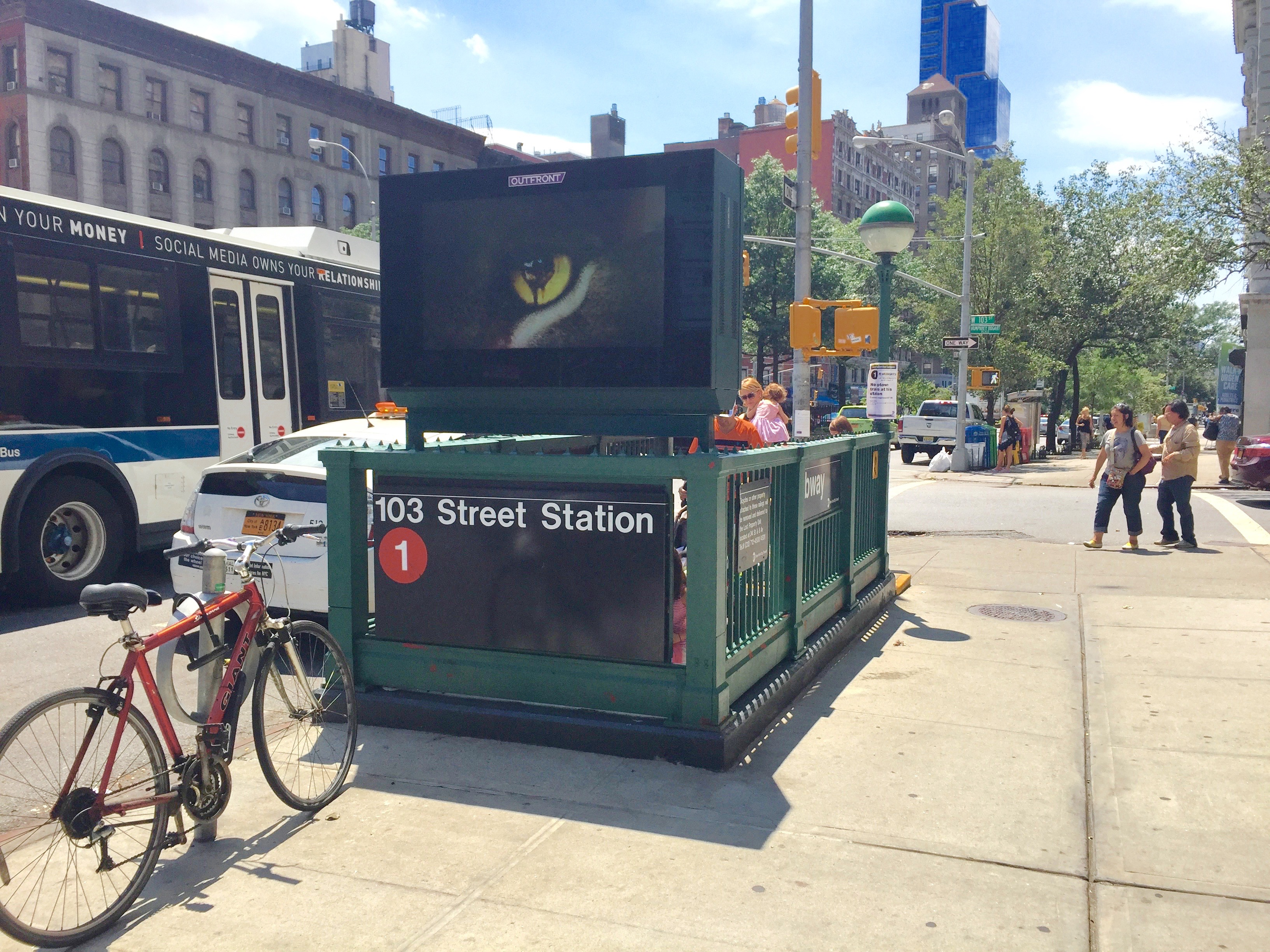
ブロードウェイと西103丁目の交差点北西の階段

### 出入口
改札はホーム上にある。
- ブロードウェイと西103丁目の交差点北東[8]
- ブロードウェイと西103丁目の交差点北西[8]
- ブロードウェイと西104丁目の交差点南東[8]
- ブロードウェイと西104丁目の交差点南西[8]